# Christophorus van Vladeracken
Christophorus (van) Vladeracken, en in gelatiniseerde vorm Christophorus Vladeraccus, (Geffen, 1524 – 's-Hertogenbosch, 1601) was een Nederlands humanist, rector en schrijver. Hij wordt gezien als een van de prominente Bosschenaren van de zestiende eeuw.

## Biografie
Christophorus van Vladeracken werd in Geffen geboren als het buitenechtelijke kind van Gerard van Vladeracken, heer van Geffen. Hij verkreeg zijn scholing in 's-Hertogenbosch en studeerde daarna aan de universiteit van Leuven. Hier promoveerde Vladeracken in 1548 in de klassieke letteren en werd vervolgens in het onderwijs actief.
Vladeracken diende eerst als conrector van een school in Amersfoort. Hij was een groot bewonderaar van Georgius Macropedius en een jaar na diens dood keerde Vladeracken terug in 's-Hertogenbosch waar hij veertig jaar lang zou doceren aan de Latijnse school. Hier doceerde hij Grieks, Latijn en Hebreeuws, maar ook retorica. Ter nagedachtenis aan Macropedius bracht hij in 1565 de dichtbundel Apotheosis D. Georgii Macropedii extemporali carmine uit. Vanaf 1591 was hij ook rector van de Latijnse school en zodoende schreef hij twee jaar later een nieuw schoolreglement. Daarnaast schreef hij diverse schoolboeken.
Wellicht omstreeks 1560 huwde hij met Christina Bellaerts en kreeg met haar ten minste zeven kinderen, onder wie Petrus Vladeraccus die zijn vader zou opvolgen als rector van de Latijnse school in 1602.